# 加瀬完
加瀬 完（かせ かん、1910年1月1日 - 1995年2月28日）は、日本の政治家。参議院議員・参議院副議長。我孫子市名誉市民。

## 来歴・人物
1910年、現在の千葉県匝瑳市に生まれる。
1920年千葉師範学校（現・千葉大学教育学部）卒業。
小学校・中学校の教員となり、県視学であった鈴木迪彦による抜擢で1938年我孫子第二小学校長に28歳にて就任、以後、我孫子第一小学校長や我孫子第一中学校長を歴任した。千葉県教育委員会委員長も務める。
教育の民主化を目指して政界へ進出し、1947年から千葉県議会議員を務める。
1953年4月の参院選に無所属で出馬し初当選。当選後は左派社会党を経て日本社会党に所属。1971年6月の参院選後に成田知巳委員長の下で党参議院議員会長に就任、1973年まで務める（後任は藤田進）。
1977年7月の参院選後三木治朗以来24年ぶり社会党から参院副議長に選出されるが、1979年8月に病気のため副議長を辞任。1983年の参院選には出馬せず、引退。引退するまでの間、連続5期で参院議員選挙に当選していた。
1995年2月28日死去。享年85。

## 新東京国際空港との関わり
千葉県内陸部での建設が予定されていた新東京国際空港（現・成田国際空港）に対し、「田中正造になって、絶対に飛行機は飛ばさせないぞ」と執念を燃やし、地元住民らに働きかけて反対活動を続けた。
当初建設地とされた富里村へ100回以上通いつめて小川代議士らとともに講演会や座談会に出席し、地元住民には「航空機の騒音というのは庭先でオートバイを吹かすようなものだ」「父ちゃんは取り換えることができるが畑は取り換えもきかないよ」「（用地買収で受け取った）お金から利息でさらにもうけられるくらいならみんな今ごろ百姓やってる者はおるまい」「防音林で航空機騒音は防げない」等と説いてまわり、「富里に土地を持つ会」の創設に関わって一坪共有地運動を煽動した。
国会では何度も空港問題について政府に質問し（参議院予算委員会では、補償を十分にするとしたうえで「北海道でも東北でも、広いところへまた行って新しい農業をやってもらうということも一つの方法ではないか」と答弁した松浦周太郎運輸大臣の言葉尻を捉えて噛みつき、運輸委員会では「日本がこれ（国際空港）を獲得しなければ上海に（国際路線が）いくという説がずいぶんあります」と答弁する松浦大臣に「（国際線など）どこへいったってかまわない」と吐露している）、用地買収の妨害工作である「マンモス共有運動」を展開した。1965年12月に開催された行政からの空港説明会には「昔の女郎屋のやり手婆みたいな手練手管のプロにはかないっこないよ。女郎屋に上がるまいと思うなら、まずやり手婆から逃げ出すことだよ」と不参加を呼びかけ、説明会を仕掛けた友納武人千葉県知事を激怒させている。
結果、政府は規模を縮小して国有地が多い現在の成田空港の位置に計画変更を余儀なくされ、富里は「勝利」した（問題自体は場所を移して成田空港問題として継承された）。
加瀬は自身の空港問題の質問について、東京湾重油流出（明原丸）問題・教科書問題・天下り問題とともに「いく分他には類例のない、爪痕くらいは国会史に残した」と自負している。
その後も引き続き富里の反対運動に刺激を受けた成田市・芝山町の住民らが展開した三里塚闘争に参加し、1971年に行われた成田空港予定地の代執行では座り込みを行い、一坪地主にも名を連ねた。

## 選挙歴
| 当落                        | 選挙                     | 施行日        | 選挙区       | 政党       | 得票数  | 得票率 | 得票順位 /候補者数 | 比例区 | 比例順位 /候補者数 |
| --------------------------- | ------------------------ | ------------- | ------------ | ---------- | ------- | ------ | ------------------ | ------ | ------------------ |
| 当                          | 第3回参議院議員通常選挙  | 1953年4月24日 | 千葉県地方区 | 無所属     | 161,814 | 26.5   | 2/4                | -      | -                  |
| 当                          | 第5回参議院議員通常選挙  | 1959年6月2日  | 千葉県地方区 | 日本社会党 | 233,682 | 33.7   | 2/4                | -      | -                  |
| 当                          | 第7回参議院議員通常選挙  | 1965年7月4日  | 千葉県地方区 | 日本社会党 | 264,057 | 29.8   | 2/5                | -      | -                  |
| 当                          | 第9回参議院議員通常選挙  | 1971年6月27日 | 千葉県地方区 | 日本社会党 | 362,660 | 32.6   | 1/6                | -      | -                  |
| 当                          | 第11回参議院議員通常選挙 | 1977年7月10日 | 千葉県地方区 | 日本社会党 | 528,709 | 31.5   | 2/5                | -      | -                  |
| 当選回数5回 （参議院議員5） |                          |               |              |            |         |        |                    |        |                    |

## 著書
- 『暗い明日―教委法改正の後に来るもの』千葉県教育政策研究会 1956年
- 『教科書検定』誠信書房 1960年
- 『教師とこどもの間』アポロン社 1966年
- 『まぼろしの国際空港 : 「富里」のたたかいの記録』社会新報 1966年
- 『寒流暖流―私の国会三十年』崙書房 1982年
- 『私の教育史 : わが恩師たち』崙書房 1987年